# Futurama/Staffel 1
Die erste Produktionsstaffel von Futurama, einer US-amerikanischen Science-Fiction-Zeichentrickserie, besteht aus 13 Episoden, die erstmals ab dem 28. März 1999 beim US-amerikanischen Sender Fox zu sehen waren. Fox hielt sich dabei an die Reihenfolge der Produktion, strahlte allerdings nur neun Folgen als zusammenhängende Sendestaffel aus und verlegte die restlichen vier in die zweite Sendestaffel.
Eine Episode dieser Staffel wurde für einen Emmy nominiert, eine andere für einen Annie Award.

## Episoden
| Nr. (ges.) | Nr. (St.) | Deutscher Titel                     | Originaltitel                      | Regie                        | Drehbuch                      | Premiere      | Dt. Premiere  | Untertitel                                                                                            |
| --- | --------- | ----------------------------------- | ---------------------------------- | ---------------------------- | ----------------------------- | ------------- | ------------- | --- |
| 1 | 1×1       | Zeit und Raum 3000                  | Space Pilot 3000                   | Rich Moore, Gregg Vanzo      | David X. Cohen, Matt Groening | 28. März 1999 | 4. Sep. 2000  | In Farbe (In color)                                                                                   |
| Am Silvesterabend 1999 liefert Philip J. Fry, der bei einem New Yorker Pizza-Service arbeitet, eine Pizza an ein Kryonik-Labor. Um Mitternacht fällt er dort versehentlich in einen offenen Kältesarg und wird in einen Kälteschlaf versetzt, aus dem er erst an Silvester 2999 wieder erwacht. Er wird einer einäugigen Beamtin namens Leela vorgeführt, die ihm dauerhaft eine Karriere zuweisen soll. Per Computer wird er wiederum zum Lieferjungen bestimmt. Damit ist Fry unzufrieden und flieht in die Stadt, jetzt Neu New York. Auf der Suche nach seinem einzigen lebenden Nachfahren, Professor Farnsworth, trifft Fry auf den suizidalen Roboter Bender, der gerade seine Arbeit hingeschmissen hat, und freundet sich mit ihm an. Schließlich werden beide von Leela im Untergrund gestellt. Leela, die ihren Beruf ebenfalls hasst, schlägt sich auf die Seite der Job-Deserteure. Gemeinsam macht das Trio Professor Farnsworth ausfindig, der ein intergalaktisches Lieferunternehmen namens Planet Express betreibt. Mit dessen Raumschiff fliehen sie um Mitternacht vor der Polizei. Schließlich heuern Fry, Leela und Bender bei Planet Express an. |           |                                     |                                    |                              |                               |               |               | |
| 2 | 1×2       | Sein erster Flug zum Mond           | Episode Two: The Series Has Landed | Peter Avanzino               | Ken Keeler                    | 4. Apr. 1999  | 11. Sep. 2000 | In Hypno-Vision (In Hypno-Vision)                                                                     |
| Fry, Leela und Bender werden ihren Mitarbeitern bei Planet Express vorgestellt: Betriebsarzt Dr. Zoidberg, Praktikantin Amy Wong und Buchhalter Hermes Conrad. Als ein Kapitän für das Raumschiff des Unternehmens gewählt wird, fällt die Entscheidung auf Leela. Die erste Mission der neuen Crew ist ein Lieferauftrag zum Mond. Fry stellt fest, dass Mondflüge keine riskanten Forschungsreisen mehr sind, sondern Vergnügungsausflüge zu einem dort errichteten Freizeitpark. Die Kenntnisse von den Ereignissen um das Apollo-Programm sind im 31. Jahrhundert verloren gegangen, stattdessen werden Musicals über Walfänger auf dem Mond gezeigt. Davon ist Fry erschüttert; er will die Mondoberfläche außerhalb des Freizeitparks erkunden, entwendet dazu einen Wagen aus einem Fahrgeschäft und verlässt mit Leela gegen deren Willen das erschlossene Gelände. Auf der Flucht vor einem erbosten Mond-Farmer und der Tag-Nacht-Grenze entdecken sie die verschollen geglaubte Landefähre von Apollo 11 und werden schließlich von Amy gerettet. |           |                                     |                                    |                              |                               |               |               | |
| 3 | 1×3       | Wohnungssuche in Neu-New York       | I, Roommate                        | Bret Haaland                 | Eric Horsted                  | 6. Apr. 1999  | 18. Sep. 2000 | Wie im Fernsehen gezeigt (As Seen on TV)                                                              |
| Fry, der bisher bei Planet Express gewohnt hat, soll sich eine eigene Wohnung suchen. Nach einer erfolglosen Suche lässt Bender ihn in seiner Wohnung wohnen, die einen Quadratmeter groß und für Fry daher ungemütlich ist. Als ein Bekannter des Professors stirbt, zieht Fry mit Bender in dessen Wohnung ein. Jedoch stört Benders Antenne den Fernsehempfang und so muss Bender wieder ausziehen. Dieser fühlt sich alleine sehr unwohl und wendet sich verzweifelt an Fry. Fry zieht daraufhin wieder bei Bender ein und entdeckt diesmal, dass Bender einen Schrank hat, der so groß wie eine normale Wohnung ist und beschließt, dort zu wohnen. |           |                                     |                                    |                              |                               |               |               | |
| 4 | 1×4       | Begegnung mit Zapp Brannigan        | Love's Labours Lost in Space       | Brian Sheesley               | Brian Kelley                  | 13. Apr. 1999 | 25. Sep. 2000 | Gebietsweise GK [gedankenkontrolliert] ausgestrahlt (Presented in BC [Brain Control] where available) |
| Die Crew fliegt zu einem Planeten, der durch Rohstoff-Abbau ausgehöhlt wurde und jetzt zu kollabieren droht, um dort Tiere zu retten. Nachdem zwei von jeder Art eingesammelt wurden, entdecken sie ein Exemplar einer neuen, bisher nicht verzeichneten Spezies. Im Lagerraum des Schiffes mit den übrigen Tieren alleine gelassen, frisst es diese auf und scheidet einen Klumpen schwarzer Materie aus. Leela beschließt, es als Haustier zu behalten und nennt es „Nibbler“. |           |                                     |                                    |                              |                               |               |               | |
| 5 | 1×5       | Planet der Roboter                  | Fear of a Bot Planet               | Peter Avanzino, Carlos Baeza | Heather Lombard, Evan Gore    | 20. Apr. 1999 | 2. Okt. 2000  | Diesmal mit unentgeltlicher, außerirdischer Nacktheit (Featuring gratious alien nudity)               |
| Leela, Fry und Bender sollen ein Paket auf einem Planeten ausliefern, der ausschließlich von Robotern bewohnt ist, die Menschen abergläubisch fürchten und gleichermaßen hassen. Durch Benders Schuld geraten Fry und Leela dabei in Gefangenschaft und sollen exekutiert werden. Während der Flucht lassen sie das Paket zurück; es enthält dringend benötigte Schraubenmuttern, was die Roboter dazu bringt, ihre Meinung über die Menschen zu ändern. |           |                                     |                                    |                              |                               |               |               | |
| 6 | 1×6       | Das Geheimnis der Anchovis          | A Fishful of Dollars               | Ron Hughart, Gregg Vanzo     | Patric M. Verrone             | 27. Apr. 1999 | 9. Okt. 2000  | Wird geladen… (Loading…)                                                                              |
| Durch die Verzinsung seines 1999 winzigen Guthabens ist Fry zum Millionär geworden. Er will dies mit Pizza feiern, doch seinen Lieblingsbelag gibt es nicht mehr, denn die Anchovis sind ausgestorben. Auf einer Auktion ersteigert er die letzte Dose. Die Großunternehmerin Mom befürchtet, dass er mithilfe der Anchovis ein perfektes Roboteröl herstellen will, was ihr Monopol zerstören würde. Sie treibt Fry in den wirtschaftlichen Ruin, ohne an die Anchovis zu gelangen. Als sie erfährt, dass er die Fische nur essen will, lässt sie ihn gewähren. |           |                                     |                                    |                              |                               |               |               | |
| 7 | 1×7       | Die Galaxis des Terrors             | My Three Suns                      | Jeffrey Lynch, Kevin O’Brien | J. Stewart Burns              | 4. Mai 1999   | 16. Okt. 2000 | Präsentiert in DOUBLEVISION (wenn betrunken) (Presented in DOUBLE VISION (where drunk))               |
| Nachdem Fry auf dem Wüstenplaneten Trisol ein Paket ausgeliefert hat, trinkt er eine unbekannte, wasserähnliche Flüssigkeit aus einer unbewachten Flasche, nicht ahnend, dass dies der Herrscher über eine Zivilisation flüssiger Individuen ist, und wird so zum legitimen Nachfolger des Imperators. Während des Krönungszeremoniells wird entdeckt, dass der alte Herrscher in Frys Bauch überlebt hat. Er befiehlt, Fry aufzuschlitzen, damit er dessen Körper verlassen kann. Fry und seine Freunde verschanzen sich im Palast und bringen Fry so lange zum Weinen, bis der alte Imperator Frys Körper als Tränen verlassen hat. |           |                                     |                                    |                              |                               |               |               | |
| 8 | 1×8       | Müll macht erfinderisch             | A Big Piece of Garbage             | Susie Dietter                | Lewis Morton                  | 11. Mai 1999  | 23. Okt. 2000 | Mr. Benders Garderobe gestellt von ROBOTANY 500 (Mr. Bender's Wardrobe by ROBOTANY 500)               |
| Mit dem Duftoskop, einer Erfindung von Prof. Farnsworth, mit der man entfernte Objekte riechen kann, entdeckt Fry eine riesige, stinkende Kugel, die auf die Erde zurast. Sie besteht aus Müll, der im 21. Jahrhundert von der Erde ins All geschossen wurde. Nachdem der Versuch, den Müllball zu zerstören, scheitert, soll ihm ein Duplikat entgegen geschossen werden, um ihn von seiner Bahn abzubringen. Dazu lernen die alles recyclenden Neu New Yorker, Müll zu produzieren. |           |                                     |                                    |                              |                               |               |               | |
| 9 | 1×9       | Ein echtes Höllenspektakel          | Hell Is Other Robots               | Rich Moore                   | Eric Kaplan                   | 18. Mai 1999  | 30. Okt. 2000 | Verdammt vom Weltraumpapst (Condemned by the Space Pope)                                              |
| Um seine Sucht nach Stromstößen zu überwinden, schließt sich Bender der sektenhaften Kirche Robotology an und ändert sein Leben. Seine Kollegen nervt sein neues, enthaltsames Dasein jedoch, sodass sie ihn zu seinem alten, lasterhaften Lebensstil verführen. Daraufhin wird Bender vom Roboter-Teufel in die Roboter-Hölle verbracht, aus der ihn Fry und Leela schließlich retten. |           |                                     |                                    |                              |                               |               |               | |
| 10 | 2×1       | Panik auf Raumschiff Titanic        | A Flight to Remember               | Peter Avanzino               | Eric Horsted                  | 26. Sep. 1999 | 6. Nov. 2000  | Am Originalschauplatz gedreht (Filmed on location)                                                    |
| Die Crew macht einen Ausflug mit dem Raumschiff Titanic. Um sich vor den Annäherungsversuchen des Kapitäns Zapp Brannigan schützen, gibt Leela vor, mit Fry verlobt zu sein. Auch Amy täuscht eine Beziehung mit Fry vor, um zu verhindern, dass ihre Eltern sie verkuppeln. Sie kommt dem Ersten Offizier Kif Kroker näher, und Bender verliebt sich in eine Dame aus dem Roboter-Adel. Als das Schiff in ein Schwarzes Loch stürzt, flüchten sich die Passagiere in Rettungskapseln. Bender muss seine Angebetete jedoch zurücklassen. |           |                                     |                                    |                              |                               |               |               | |
| 11 | 2×2       | Das Experiment der Mars-Universität | Mars University                    | Bret Haaland                 | J. Stewart Burns              | 3. Okt. 1999  | 13. Nov. 2000 | Ausgestrahlt in Martianisch auf SAP (Transmitido en Martian en SAP)                                   |
| Professor Farnsworth experimentiert an der Mars-Universität mit Gunther, einem Affen, dem ein Hut für selbst menschliche Maßstäbe außerordentliche Intelligenz verleiht. Fry schreibt sich dort ein, um ein ordentlicher Uni-Abbrecher zu werden, und Bender mischt seine alte Studentenverbindung auf. Bevor sich Gunther entscheiden muss, ob er mit dem Hut schlau sein oder ohne ihn glücklich werden will, wird der Hut beschädigt, sodass er Gunther mit ihm nur noch mittelmäßig intelligent ist. |           |                                     |                                    |                              |                               |               |               | |
| 12 | 2×3       | Wenn Außerirdische angreifen        | When Aliens Attack                 | Brian Sheesley               | Ken Keeler                    | 7. Nov. 1999  | 20. Nov. 2000 | Voll Stolz auf der Erde hergestellt (Proudly made on earth)                                           |
| 1999 hat Fry durch ein Missgeschick die Ausstrahlung der Anwaltsserie Ledige weibliche Anwältin unterbrochen. Rund 1000 Jahre später und 1000 Lichtjahre entfernt sehen die Herrscher des Planeten Omikron Persei 8 die Serie. Wütend über die Unterbrechung drohen sie mit der Vernichtung der Erde, wenn nicht sofort der Rest der Folge gezeigt wird. Die Planet-Express-Crew produziert ein stümperhaftes Ende für die Episode. |           |                                     |                                    |                              |                               |               |               | |
| 13 | 2×4       | Die Party mit Slurm McKenzie        | Fry and the Slurm Factory          | Ron Hughart                  | Lewis Morton                  | 14. Nov. 1999 | 17. Nov. 2000 | LIVE von Omicron Persei 8 (LIVE from Omicron Persei 8)                                                |
| Fry gewinnt eine Party mit der Werbe-Ikone Slurm McKenzie des Softdrink-Herstellers Slurm. Davor findet eine Fabrikführung statt, bei der sich Fry, Leela und Bender von der Gruppe lösen und das unappetitliche Geheimnis hinter Slurm entdecken. Der Professor, der daraufhin den Vertrieb von Slurm stoppen will, wird vom weiterhin süchtigen Fry jedoch aufgehalten. Die Episode ist einschließlich des Titels eine Parodie auf Willy Wonka und die Schokoladenfabrik, der ersten Verfilmung der Kurzgeschichte Charlie und die Schokoladenfabrik von Roald Dahl. Die Figuren in der Fabrik, die bezahlt werden, um so zu tun, als ob sie arbeiten, die Grunka Lunkas, erinnern an die Oompa Loompas aus dem Film; der Reiseführer, Glurmo, trägt eine Willy-Wonka-ähnliche Kleidung, und spricht in einer Stimme, die wie die von Gene Wilder klingt. Slurm McKenzie, die Slurm-Partyschnecke, ist eine Parodie auf Spuds MacKenzie, die Bud-Light-Werbefigur. |           |                                     |                                    |                              |                               |               |               | |

## Analyse
Die ersten drei Episoden können als Hinführung zum Thema verstanden werden. Die erste zeigt die „Zeitreise“ der Hauptfigur vom 20. ins 31. Jahrhundert und stellt das zentrale Trio aus Fry, Leela und Bender vor, daneben Professor Farnsworth. Die zweite Episode führt mit Zoidberg, Hermes und Amy die übrigen Hauptfiguren ein und macht den Zuschauer genauer mit dem Unternehmen Planet Express bekannt. Nach der dritten Episode hat Fry eine Wohnung gefunden, und die Ausgangssituation für die nachfolgenden Episoden ist vervollständigt.

## Erstausstrahlung und Zuschauerzahlen

Titelbild von Futurama, das zu Beginn der Eröffnungssequenz gezeigt wird

Die Pilotfolge Zeit und Raum 3000 wurde am 28. März 1999 erstmals auf Fox gesendet. Mit 19 Millionen Zuschauern brach sie Rekorde, die zweite Episode erreichte 14 Millionen Zuschauer. Danach verlegte Fox den Sendeplatz der Serie von Sonntag- auf Dienstagabend, woraufhin die Zuschauerzahlen unter 9 Millionen fielen. Nach der Veröffentlichung der neunten Episode am 18. Mai 1999 unterbrach Fox die Ausstrahlung und zeigte die übrigen vier Episoden zu Beginn der zweiten Sendestaffel. Dabei wurde der Sendeplatz auf den Sonntag zurückverlegt. Zusätzlich unterbrach Fox die Ausstrahlung der zweiten Sendestaffel nach der zweiten Episode, Das Experiment der Mars-Universität, für vier Wochen. Im Schnitt wurde jede Episode der ersten Staffel bei der Erstausstrahlung von 8,9 Millionen Fernsehzuschauern gesehen. Die deutsche Synchronfassung der Staffel veröffentlichte ProSieben vom 4. September bis zum 20. November 2000 in wöchentlichem Senderhythmus und leicht geänderter Reihenfolge.

## Rezeption
Für das Drehbuch zur zweiten Episode, Sein erster Flug zum Mond wurde Autor Ken Keeler für einen Annie Award in der Kategorie Outstanding Individual Achievement for Writing in an Animated Television Production nominiert. Mit der achten Episode, Müll macht erfinderisch, wurde Futurama erstmals für einen Emmy vorgeschlagen, hier in der Kategorie Outstanding Animated Program (For Programming One Hour or Less). Keine der beiden Nominierungen hatte eine Auszeichnung zur Folge.

## Veröffentlichung auf Speichermedien
Futurama wurde in der Reihenfolge und Staffeleinteilung der Produktion auf DVD veröffentlicht, die Episoden der ersten vier Staffeln außerdem auf Video-CD und VHS.
Die DVD-Ausgabe der ersten Staffel erschien in der DVD-Region 1 am 25. März 2003, in Region 2 am 28. Januar 2002 und in Region 4 am 27. November 2002. Zum Bonusmaterial der DVD zählen Audiokommentare zu allen Episoden, gelöschte Szenen aus sechs Episoden, eine kurze Dokumentation der Produktion, ein Animatic und ein Skript zur Pilotfolge sowie verschiedene Konzeptzeichnungen.